# Bukovac Perušićki
Bukovac Perušićki je selo u općini Perušić.

## Zemljopisni položaj
Nalazi se na 44° 39' 16" sjeverne zemljopisne širine i 15° 25' istočne zemljopisne dužine.

## Povijest
Tijekom Domovinskog rata bilo je mjestom masovnog ratnog zločina kojeg su počinili pobunjeni Srbi nad mjesnim Hrvatima.

## Stanovništvo
- 2001. – 115
- 1991. – 221 (Hrvati – 216, Srbi – 1, ostali – 4)
- 1981. – 190 (Hrvati – 185, Jugoslaveni – 3, Srbi – 1, ostali – 1)
- 1971. – 278 (Hrvati – 271, Srbi – 2, ostali – 5)

### Poznate osobe
- Nikola Hećimović Bracija, nositelj naslova narodnog heroja

## Vanjske poveznice
- Bukovac – fallingrain.com (hrv.)